# Glyphostoma
Glyphostoma é um gênero de gastrópodes pertencente a família Clathurellidae.

## Espécies
- Glyphostoma aguadillana (Dall & Simpson, 1901)[2]
- Glyphostoma aliciae (Melvill & Standen, 1895)[3]
- Glyphostoma alliteratum Hedley, 1915[4]
- Glyphostoma bayeri Olsson, 1971[5]
- Glyphostoma bertiniana (Tapparone-Canefri, 1878)[6]
- Glyphostoma candida (Hinds, 1843)[7]
- Glyphostoma canfieldi (Dall, 1871)[8]
- Glyphostoma cara (Thiele, 1925)[9]
- Glyphostoma claudoni (Dautzenberg, 1900)[10]
- Glyphostoma coronaseminale Garcia, 2015
- Glyphostoma dedonderi Goethaels & Monsecour, 2008[11]
- Glyphostoma dentiferum Gabb, 1872[12]
- Glyphostoma dialitha (Melvill & Standen, 1896)[13]
- Glyphostoma elsae Bartsch, 1934[14]
- Glyphostoma epicasta Bartsch, 1934[15]
- Glyphostoma gabbii (Dall, 1889)[16]
- Glyphostoma golfoyaquense Maury, 1917[17]
- Glyphostoma granulifera (Schepman, 1913)[18]
- Glyphostoma gratula (Dall, 1881)[19]
- Glyphostoma hervieri Dautzenberg, 1932[20]
- Glyphostoma immaculata Dall, 1908[21]
- Glyphostoma infracincta (G.B. Sowerby III, 1893)
- Glyphostoma kihikihi Kay, 1979[22]
- Glyphostoma latirella (Melvill, J.C. & R. Standen, 1897, "1896")
- Glyphostoma leucum (Bush, 1893)
- Glyphostoma lyuhrurngae Lai, 2005[23]
- Glyphostoma maldivica Sysoev, 1996[24]
- Glyphostoma myrae Shasky, 1971[25]
- Glyphostoma neglecta (Hinds, 1843)[26]
- Glyphostoma oenoa Bartsch, 1934[27]
- Glyphostoma oliverai Kilburn & Lan, 2004[28]
- Glyphostoma otohimeae Kosuge, 1981[29]
- Glyphostoma partefilosa Dall, 1919
- Glyphostoma phalera (Dall, 1889)[30]
- Glyphostoma pilsbryi Schwengel, 1940[31]
- Glyphostoma polynesiensis (Reeve, 1845)[32]
- Glyphostoma purpurascens (Dunker, 1871)[33]
- Glyphostoma pustulosa McLean & Poorman, 1971[34]
- Glyphostoma rostrata Sysoev & Bouchet, 2001[35]
- Glyphostoma rugosum (Mighels, 1845)[36]
- Glyphostoma scalarinum (Deshayes, 1863)[37]
- Glyphostoma scobina McLean & Poorman, 1971[38]
- Glyphostoma supraplicata Sysoev, 1996[39]
- Glyphostoma thalassoma Dall, 1908[40]
- Glyphostoma turtoni (E. A. Smith, 1890)

Taxon inquirendum
- Glyphostoma tigroidellum Hervier, 1896

Espécies trazidas para a sinonímia
- Glyphostoma alphonsianum Hervier, 1896: sinônimo de Etrema alphonsianum (Hervier, 1896)
- Glyphostoma crosseanum Hervier, 1896: ssinônimo de Lienardia crosseanum (Hervier, 1896)
- Glyphostoma cymodoce Dall, 1919: sinônimo de Crockerella cymodoce (Dall, 1919)
- Glyphostoma disconicum Hervier, 1896: sinônimo de Lienardia disconicum (Hervier, 1896)
- Glyphostoma gaidei Hervier, 1896: sinônimo de Lienardia gaidei (Hervier, 1896)
- Glyphostoma glabriplicatum Sowerby III, 1913: sinônimo de Etrema glabriplicatum (Sowerby III, 1913)
- Glyphostoma goubini Hervier, 1896: sinônimo de Lienardia goubini (Hervier, 1896)
- Glyphostoma gruveli Dautzenberg, 1932: sinônimo de Eucithara gruveli (Dautzenberg, 1932)
- Glyphostoma hendersoni Bartsch, 1934: sinônimo de Lioglyphostoma hendersoni (Bartsch, 1934)
- Glyphostoma herminea Bartsch, 1934: sinônimo de Miraclathurella herminea (Bartsch, 1934)
- Glyphostoma melanoxytum Hervier, 1896: sinônimo de Kermia melanoxytum (Hervier, 1896)
- Glyphostoma minutissimelirata Hervier, 1896: sinônimo de Etrema minutissimelirata (Hervier, 1896)
- Glyphostoma paucimaculata Angas, 1880: sinônimo de Etrema paucimaculata (Angas, 1880)
- Glyphostoma permiscere Nowell-Usticke, 1969: sinônimo de Truncadaphne permiscere (Nowell-Usticke, 1969)
- Glyphostoma roseocincta Oliver, 1915: sinônimo de Lienardia roseocincta (Oliver, 1915)
- Glyphostoma rubrocincta Smith, E.A., 1882: sinônimo de Eucithara vittata (Hinds, 1843)
- Glyphostoma strombillum Hervier, 1896: sinônimo de Lienardia strombillum (Hervier, 1896)
- Glyphostoma subspurcum Hervier, 1896: sinônimo de Kermia subspurcum (Hervier, 1896)
- Glyphostoma tenera Hedley, 1899: sinônimo de Etrema tenera (Hedley, 1899)
- Glyphostoma tribulationis Hedley, 1909: sinônimo de Heterocithara tribulationis (Hedley, 1909)
- Glyphostoma trigonostomum Hervier, 1896: sinônimo de Etrema trigonostomum (Hervier, 1896)